# Distrikt Casma
Der Distrikt Casma liegt in der Provinz Casma in der Region Ancash im zentralen Westen von Peru. Er besitzt eine Fläche von 1206,28 km². Beim Zensus 2017 wurden 35.765 Einwohner gezählt. Im Jahr 1993 lag die Einwohnerzahl bei 23.253, im Jahr 2007 bei 28.831. Verwaltungssitz ist die Provinzhauptstadt Casma. Im Distrikt gibt es mehrere archäologische Fundplätze der Sechín-Kultur (3600 v. Chr. bis 200 v. Chr.).

## Geographische Lage
Der Distrikt Casma erstreckt sich über die Mitte der Provinz und hat anteilig mehr als die halbe Provinzfläche. Der Distrikt hat einen etwa 16 km langen Küstenabschnitt am Pazifischen Ozean im Süden der Provinz. Er umfasst den Unterlauf des Flusses Río Casma, entlang welchem bewässerte Landwirtschaft betrieben wird. Ansonsten besteht die Landschaft aus Wüste. Der Distrikt reicht bis zu 35 km ins Landesinnere. Dort erheben sich die kargen Ausläufer der peruanischen Westkordillere mit Höhen von bis zu 1800 m.
Im nördlichen Westen erstreckt sich der Distrikt Comandante Noel zwischen dem Distrikt Casma und der Pazifikküste. Im Norden grenzt der Distrikt Casma an die Provinz Santa, im Nordosten an die Distrikte Buenavista Alta und Yaután. Im Südosten liegt die Provinz Huaraz, im Süden die Provinz Huarmey.